# Abu Umar al-Almani
Yamin Abou-Zand (Stuttgart, 1986 – Al-Thawrah, 25 de marzo de 2017), más conocido por su nombre de guerra Abu Umar al-Almani (en árabe: أبو عمر الألماني; Abū ʿUmar al-Almānī), fue un terrorista alemán, reconocido por su papel como comandante del Estado Islámico. Ganó notoriedad por ser el primer soldado alemán en presentarse en un vídeo del grupo terrorista como miembro del Daesh en 2015. Formó parte de la organización hasta marzo de 2017, cuando cayó en combate en un enfrentamiento con las Fuerzas Democráticas Sirias.

## Biografía
Nacido en 1986 en Stuttgart en el seno de una familia musulmana parcialmente alemana, creció en Baden-Württemberg hasta que se trasladó con sus padres a Königswinter en 2000. Allí se casó con una musulmana alemana y alquiló su propio apartamento. La pareja no tenía hijos y vivía aislada, aunque los vecinos decían que, en general, eran buenas personas. Yamin también empezó a trabajar en Deutsche Telekom, en el departamento de Contratación y Adquisición de Talentos, donde inicialmente se le consideraba un "empleado prometedor, comprometido y muy cortés". A finales de 2013, sus compañeros de trabajo notaron que se volvía cada vez más extremista en sus opiniones religiosas. Finalmente, empezó a expresar abiertamente su simpatía por el Estado Islámico, por lo que Telekom lo denunció a las agencias de seguridad alemanas. A principios de 2015, él y su esposa desaparecieron sin informar a sus familias, que denunciaron su desaparición a las autoridades locales. Al parecer, ambos viajaron a Turquía y, desde allí, a Siria para unirse al Daesh. Poco después, Yamin adoptó su nombre de guerra "Abu Umar al-Almani" y se unió a Millatu Ibrahim, una organización salafista alemana dirigida por el austriaco Mohamed Mahmoud que se había convertido en una unidad del ejército del ISIS.
Ganó notoriedad en agosto de 2015 al aparecer en el primer vídeo de propaganda del ISIS en alemán junto a Mohamed Mahmoud. En el vídeo, grabado en Palmira, ambos trataban de animar a los musulmanes alemanes a viajar a Siria y unirse al ISIS. Abu Umar afirmó que "la yihad es como unas vacaciones para nosotros. En caso de que los yihadistas alemanes no pudieran viajar a Siria, les ordenó que cometieran atentados terroristas en Alemania y Austria, diciendo que debían "¡atacar a los kuffar, en sus propias casas! Matadlos donde los encontréis". Los dos combatientes del ISIS justificaron esta medida como una venganza por el apoyo alemán a la coalición contra el ISIS y a la misión del Bundeswehr en Afganistán. Desde su aparición en el vídeo propagandístico, Abu Umar fue buscado por los servicios de seguridad alemanes por asesinato y crímenes de guerra. Los salafistas alemanes, incluidos los que simpatizan con el ISIS y Al Qaeda, condenaron ampliamente la ejecución y el vídeo, y el destacado islamista Bernhard Falk calificó a Abu Umar de psicópata.
En el transcurso del año siguiente, Abu Umar se convirtió en emir y en uno de los principales comandantes del ISIS en el distrito de Al-Thawrah, donde ayudó a organizar las defensas contra la ofensiva de Raqqa dirigida por las FDS. El 25 de marzo de 2017, fue asesinado con tres de sus guardaespaldas por combatientes del YPJ durante los enfrentamientos cerca de la presa de Tabqa.